# Sotto voce (notturno)
Sotto voce (notturno) is een compositie van Wolfgang Rihm. De titel verwijst enerzijds naar Sotto voce en anderzijds naar notturno.
Sotto voce is een werk voor piano en orkest, zonder dat er sprake is van een pianoconcert. Rihm werd door pianist/dirigent Daniel Barenboim gevraagd een werk te schrijven in de traditie van de klassieke muziek van de 20e eeuw, maar dat wel gecombineerd kon worden met muziek van Wolfgang Amadeus Mozart. Rihm was dus enigszins beperkt in de middelen, want componeren voor groot symfonieorkest was er dus niet bij. Een andere beperking was dat Barenboim nog weleens concerten gaf, waarbij hij zowel solopianist was en tevens van achter de piano dirigeerde.
De oplossing voor de opdracht vond Rihm in zijn Sotto voce (notturno). Rihm hield zelfs rekening met de stijl van het werk. De luisteraar wordt tijdens de uitvoering heen en weer geslingerd tussen de 18e- en 20e-eeuwse muziek. Er zijn fragmenten die zo geplaatst kunnen worden tussen de muziek van Mozart, maar zodra de luisteraar denkt, daar is muziek van Mozart, is diezelfde muziek weer opgegaan in de moderne klanken van Rihm.
Barenboim gaf zelf de première van dit werk op 22 mei 1999 tijdens het Berlin Mozart Festival, het begeleidend orkest was een uitgedunde versie van de Berliner Philharmoniker.  
In aanvulling op Sotto voce (notturno) componeerde Rihm Sotto voce 2 (capriccio).
Rihm schreef deze Sotto voce (notturno) voor
- 2 dwarsfluiten, 2 hobo’s, 1 klarinetten, 1 fagotten
- 2 hoorns
- pauken, 1 harp, piano
- violen (10 eerste, 8 tweede), 6 altviolen, 6 celli, 4 contrabassen